# 데스 레이스 2
데스 레이스 2(Death Race 2)는 남아프리카 공화국에서 제작된 로엘 르네 감독의 2010년 액션, SF, 스릴러 영화이다. 루크 고스 등이 주연으로 출연하였고 폴 앤더슨 등이 제작에 참여하였다.

## 출연

### 주연
- 루크 고스
- 빙 라메스
- 대니 트레조
- 숀 빈

### 조연
- 로렌 코핸
- 타니트 피닉스
- 위룡
- 프레더릭 콜러
- 조 바즈
- 워릭 그리어
- 숀 힉스
- 패트릭 라이스터
- 케빈 오토
- 트라얀 밀레노브-트로이
- 릭키 보치스

## 제작진
- 라인프로듀서: 앨런 쉬러
- 협력프로듀서: 그렉 홀스타인
- 미술: 조니 브리드
- 배역: 잔 글레저